# Glorious Betsy
Pour plus de détails, voir Fiche technique et Distribution.
Glorious Betsy est un film américain réalisé par Alan Crosland, sorti en 1928. 
Le film raconte l'histoire romancée d'Elizabeth Patterson-Bonaparte (surnommée Betsy), la première épouse de Jérôme Bonaparte.

## Synopsis
Jérôme Bonaparte visite Baltimore (Maryland), sous le pseudonyme de Jérôme Laverne, où il fait la connaissance d'Elizabeth "Betsy" Patterson. Après leur mariage, il révèle sa véritable identité. Napoléon refuse de la laisser entrer en France, fait annuler le mariage et la renvoie à Baltimore. À la veille de son mariage avec la princesse de Würtemburg, Jérôme s'échappe et retrouve Elizabeth peu après la naissance de leur fils. 

## Fiche technique
- Titre original : Glorious Betsy
- Titre français : La Belle de Baltimore
- Réalisation : Alan Crosland
- Scénario : Anthony Coldeway d'après la pièce homonyme de Rida Johnson Young
- Intertitres : Jack Jarmuth
- Photographie : Hal Mohr
- Son : George Groves
- Montage : Thomas Pratt
- Musique  : David Mendoza
- Société de production : Warner Brothers Pictures
- Société de distribution : Warner Brothers Pictures
- Pays de production :  États-Unis
- Langue originale : anglais
- Format : noir et blanc — 35 mm — 1,37:1 — Film muet avec des parties sonorisées (Western Electric Vitaphone sound-on-disc sound system)
- Genre : Drame, Film biographique
- Date de sortie : 
  - États-Unis : 26 avril 1928, première au Warners Theatre à New York
  - France : 29 novembre 1928

## Distribution
- Dolores Costello : Betsy Patterson
- Conrad Nagel : Jérôme Bonaparte
- John Miljan : Preston
- Marc McDermott : Colonel Patterson
- Pasquale Amato : Napoleon
- Andrés de Segurola : Capitaine Du Fresne
- Michael Vavitch : Capitaine St. Pierre
- Paul Panzer : le capitaine du bateau
- Clarissa Selwynne : Tante Mary
- Betty Blythe : Princesse Fredericka

## Nominations
- Oscars du cinéma 1929 : Anthony Coldeway pour l'Oscar du meilleur scénario adapté